# ぜつめつきぐしゅんっ。
『ぜつめつきぐしゅんっ。』は、尾高裕希による原案、およびギークピクチュアズとKADOKAWAによるクリエーティブユニット「kgmania」の企画開発や展開、運用によって手掛けられたキャラクター。
3000種以上あると言われる絶滅危惧種を知ってもらった上で好きになることにより、それらを調べるきっかけになってもらいたいということから誕生したキャラクターである。Twitterの公式アカウントにて連載された漫画およびYouTubeにて配信されたショートアニメを通じ、「可愛いが、どこか寂しげで『しゅんっ』とした絶滅危惧種の動物たちの冒険物語」として展開された。

## ストーリー
とある日、ホッキョクグマのシロクマしゅんは氷の上を歩いている時、足元の氷が割れてしまい、泳ぐことも下手だった。すると、通りすがりのキョクアジサシのアジさんが空を引っ張ったことによって助けられた。その後、シロクマしゅんは「このまま飛びたい」と思いついて言うと、アジさんは「分かったよ」と優しく返事をしてくれた。そして、シロクマしゅんとアジさんの旅が始まろうとする。

## 登場キャラクター
シロクマしゅん
声 - 花江夏樹
本作の主人公であるホッキョクグマ。一人ぼっちの男で、泳ぐのを苦手としている。
アジさん
声 - 中博史
キョクアジサシ。世界で最も長い距離間を移動できる。
太陽さん
シロクマしゅんたちを空から優しく見守っている太陽。彼らとは直接的なやり取りはしたことはない。
パンダしゅん
声 - 上坂すみれ
メスのジャイアントパンダ。少しおせまな性格。
ゾウしゅん
声 - 山下大輝
アフリカゾウ。大きな鼻および高大なキバを持つ。
サイしゅん
サイ。繊細かつ臆病に見えるが、火を見た時にも恐れることなく消す変わり者でもある。
パンダしゅんが大好きであり、イタズラをされても大好きである。
キリンしゅん
キリン。背が高く、チャームポイントなまつ毛。
トラしゅん
トラ。高いプライドで人見知りでもある。
レッサーパンダしゅん
レッサーパンダ。どんなことをしても可愛いと言われる末っ子な性格。
ラッコしゅん
声 - 杉山里穂
ラッコ。器用な手先であり、脇に秘密のポケットを持つ。
ゴリラしゅん
怖い見た目だが、実際は優しく子ども思い。
ナマケモノしゅん
ナマケモノ。穏やかでマイペースな性格。動くことがあまりなく、コケの生えやすい身体。
メキシコうさぎしゅん
メキシコウサギ。シャイで絵描きを特技としている。
マンボウしゅん
声 - 加隈亜衣
マンボウ。神出鬼没であり、謎に包まれる。
フンボルトペンギンしゅん
フンボルトペンギン。ひとりぼっちでいることを苦手としている。怖がり。
アオキコンゴウインコしゅん
アオキコンゴウインコ。食通で見栄をはっている。
イシカワガエルしゅん
声 - 石谷春貴
イシカワガエル。沖縄県生まれ。派手なものや柄のあるものが好物である。

## Webアニメ
前述した通り、YouTubeにてショートアニメが配信された。
2020年12月16日には新作全4話がニコニコ動画にて配信された。新たにキャラクターボイスがついている。

### スタッフ（新作）
- 原作 - kgmania[4]
- 原案・キャラクター原案 - 尾高裕希[4]
- 監督・絵コンテ・レイアウト・作画監督 - 竹内一洋[4]
- シリーズ構成・脚本 - 草見沢繁[5]
- 音響監督 - 立石弥生
- 音楽 - 五十嵐聡[5]
- 音楽制作 - TOKYO LOGIC
- 音楽プロデューサー - ムラタユウサク
- プロデューサー - 大貫一雄
- 制作 - GEEK TOYS[4]
- 製作 - GEEK WONDERS[4]

### 主題歌
「ボクたち、ぜつめつきぐしゅんっ。」
AlisaMarinaによるニコニコ動画版の主題歌。作詞・作曲はヒゲドライバー。

### 各話リスト
| 話数   | サブタイトル                             | 配信日         |
| ------ | ---------------------------------------- | -------------- |
| 第1話  | シロクマしゅんの旅立ち                   | 2018年 12月1日 |
| 第2話  | パンダしゅんとの出会い                   | 12月9日        |
| 第3話  | ゾウしゅんのハンコ                       | 12月16日       |
| 第4話  | どっちに行こうか？                       | 12月25日       |
| 第5話  | 目がわるいサイしゅん                     | 2019年 1月7日  |
| 第6話  | キリンしゅんをはげまそう                 | 1月13日        |
| 第7話  | プライドの高いトラしゅん                 | 1月20日        |
| 第8話  | レッサーパンダしゅんのなわばり           | 1月27日        |
| 第9話  | ゴリラしゅんのもう一つの顔               | 3月17日        |
| 第10話 | メキシコウサギしゅん登場                 | 3月23日        |
| 第11話 | なぞのおさかなっ！マンボウしゅん         | 4月7日         |
| 第12話 | ペンギンしゅん兄弟のなみだ               | 4月21日        |
| 第13話 | 奇抜なファッション！イシカワガエルしゅん | 5月23日        |

| 話数  | サブタイトル             | 配信日          |
| ----- | ------------------------ | --------------- |
| 第1話 | シロクマしゅんとアジさん | 2020年 12月16日 |
| 第2話 | お星さまの友だち         | 2020年 12月16日 |
| 第3話 | みんなしゅんとしてる     | 2020年 12月16日 |
| 第4話 | しゅんとしたあとは       | 2020年 12月16日 |